# Pont amont
Pont amont (česky Most proti proudu) je železobetonový most přes řeku Seinu v Paříži. Je prvním mostem ve městě po proudu řeky. Nachází se na jihovýchodní hranici města, u hranic měst Ivry-sur-Seine a Charenton-le-Pont. Spojuje 12. obvod na východě a 13. obvod na západě.
Je to silniční most sloužící automobilové dopravě a je součástí městského obchvatu boulevard périphérique. Se svými 270 metry je druhým nejdelším mostem přes Seinu a třetím nejdelším v Paříži (celkově první je Massénův most vedoucí přes nákladové nádraží). Je široký 42 metry a vysoký 4,5 metru. Byl vystavěn v letech 1967–1969.
Most nemá žádné oficiální jméno. Označení amont (proti proudu) získal z praktického důvodu pro potřeby dopravy a pro odlišení s Pont aval (Most po proudu), který je rovněž součástí městského obchvatu.